# Jens Perlwitz

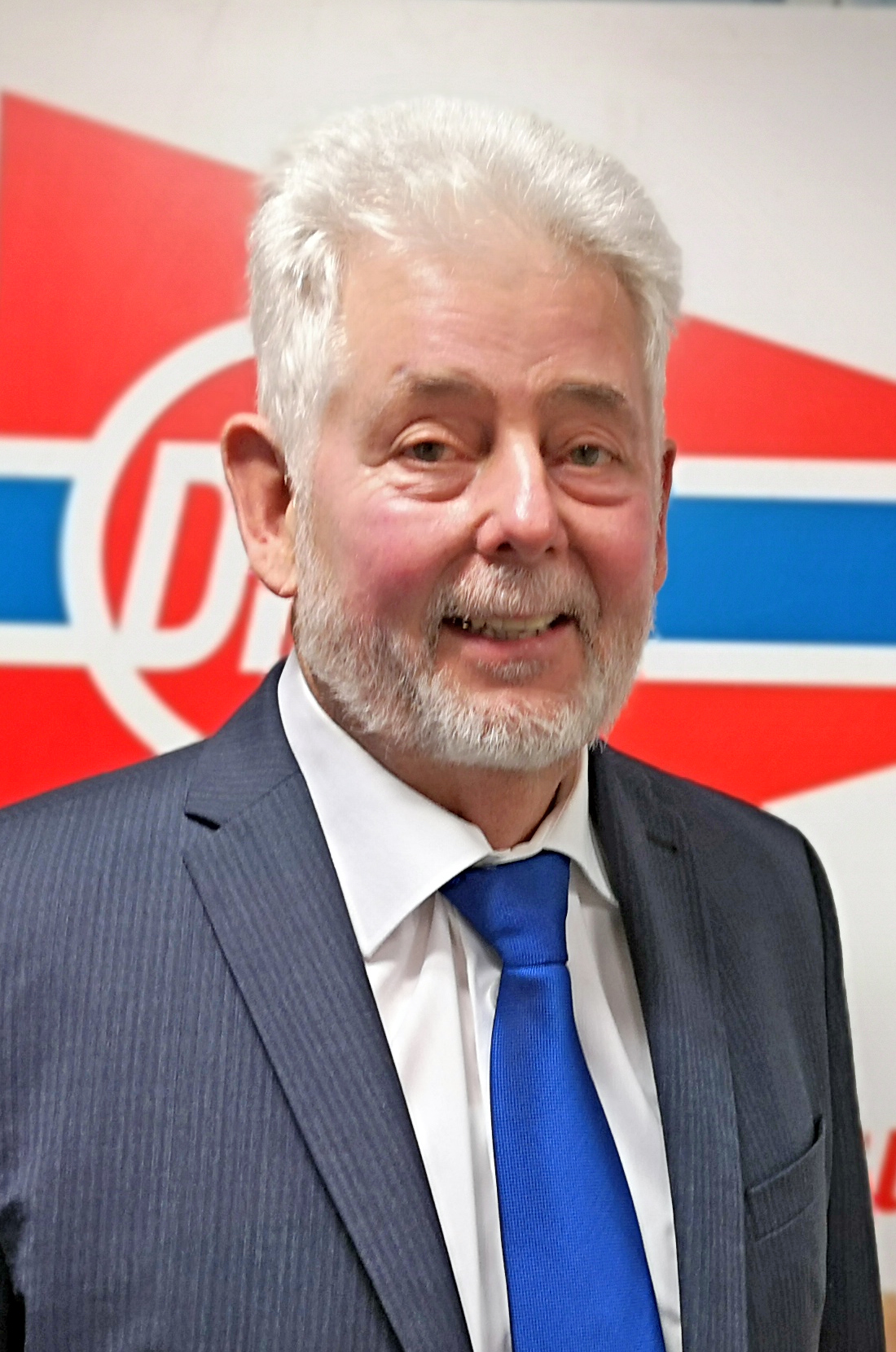
Jens Perlwitz, 2021

Jens Perlwitz (* 29. März 1948 in Kassel) ist ein deutscher Sportfunktionär und Präsident des Deutschen Kanu-Verbandes (DKV).

## Werdegang
Seine ehrenamtliche Laufbahn begann er Mitte der 1970er Jahre, zunächst als Sportwart in der Kanuvereinigung Kassel. Im Jahr 1980 erwarb er die A-Lizenz als Trainer und konnte somit auch Nationalteams betreuen. Im Jahr 1990 betreute Perlwitz als Teamchef erstmals die deutschen Kanuten bei der Weltmeisterschaft in Bovec. Es folgten hochrangige Aufgaben in der nationalen und internationalen Verbandsarbeit, darunter 1997 die Berufung in die WM-Kommission der Internationalen Kanu-Föderation (ICF) sowie von 2006 bis 2014 der Vorsitz der Wildwasser-Kommission in der ICF.
Im Jahr 2006 wurde er Präsident des Hessischen Kanu-Verbandes, dessen Ehrenpräsident er mittlerweile ist. Von 2001 bis 2021 war er Vize-Präsident im Deutschen Kanu-Verband für Leistungssport. Am 12. März 2018 wurde er mit der Goldenen Sportplakette der Stadt Kassel für sein ehrenamtliches Engagement geehrt.
Am 20. November 2021 wurde Perlwitz beim Kanutag in Leipzig einstimmig zum Präsidenten des Deutschen Kanu-Verbandes gewählt und trat damit als zehnter Präsident dieses Verbandes die Nachfolge von Thomas Konietzko an.
Beim außerordentlichen Kanutag am 20. April 2024 in Osnabrück übergab Perlwitz das Amt an Dajana Pefestorff, die vom höchsten Gremium des DKV einstimmig zu neuen Präsidentin gewählt wurde.